# Barbara Köhler
Barbara Köhler (* 11. April 1959 in Burgstädt; † 8. Januar 2021 in Mülheim an der Ruhr) war eine deutsche Lyrikerin, Essayistin und Übersetzerin.

## Leben
Barbara Köhler wuchs im sächsischen Penig auf und besuchte in Plauen die Erweiterte Oberschule, an der sie auch ihr Abitur ablegte. Danach machte sie eine Ausbildung zur Facharbeiterin für textile Flächenherstellung, arbeitete dann in Karl-Marx-Stadt als Altenpflegerin und unter anderem als Beleuchterin am dortigen Theater. Zwischen 1985 und 1988 absolvierte Barbara Köhler ein Studium am Literaturinstitut „Johannes R. Becher“. Zu dieser Zeit wohnte sie im Karl-Marx-Städter Stadtteil Kaßberg. Erste Werke Köhlers erschienen in Zeitschriften; zwei Jahre war sie am Bezirksliteraturzentrum Karl-Marx-Stadt wissenschaftlich tätig.
Nach der Wiedervereinigung begann Köhler ihre freie Autorschaft. Sie veröffentlichte 1991 ihren ersten Gedichtband Deutsches Roulette, es folgten Buchpublikationen in verschiedenen Verlagen, sie schrieb für Zeitungen und verfasste Essays sowie Katalogbeiträge zur bildenden Kunst. Von 1994 bis zu ihrem Tod lebte Köhler in Duisburg.
Eine Schreibwerkstatt für Studenten führte sie 2009 als Poet in residence an der Universität Duisburg-Essen durch. 2012 hatte Köhler die Thomas-Kling-Poetikdozentur der Rheinischen Friedrich-Wilhelms-Universität Bonn inne. 2017 erregte sie Aufsehen, als sie als Empfängerin des Alice Salomon Poetik Preises in der Debatte um Eugen Gomringers Wandgedicht avenidas für die Alice Salomon Hochschule Position bezog und das Recht der Studenten verteidigte, über das weithin sichtbare Gedicht an ihrer Hochschule zu entscheiden. 2018 wurde ein Gedicht Köhlers, das den Text Gomringers überschreibt, an der Fassade angebracht.
Barbara Köhler starb Anfang 2021 nach langer Krankheit im Alter von 61 Jahren.

## Positionen
Die formal unterschiedlichen Gedichte Köhlers lassen das Ich im sprachlichen Raum als übergeordnetes Thema erkennen. Seit 1996 erzeugte die Autorin auch Textinstallationen, beispielsweise im November 1997 die Ausstellung words for windows 2 im Landtag Nordrhein-Westfalen.
In Köhlers literarischem Ansatz könnte die Aufforderung Machen Sie Unterschiede auf ihrem Plakat SPRACHSPIEL als ein Motto gelesen werden. Ein zentrales Anliegen ihres Werkes ist es, weibliche Perspektiven – und ihr Verschwinden – in Denken und Grammatik sichtbar zu machen. So ist in ihrem Gedichtband Niemands Frau (2007) die Rede von Lücken, in denen Frauen verschwanden. Dieser Band schreibt die altgriechische Odyssee neu und stellt dabei auch die überlieferten Haltungen der weiblichen Figuren in Frage. Köhler, so Mirjam Bitter, ging es immer auch um Körper und nicht allein um Sprachspiele: Textur als Gewebefaserung und -struktur werde etwa in „NACHTSTÜCK: ARRHYTHMIE“ mit dem Körpergewebe Haut in Verbindung gebracht.
In der Laudatio des Peter-Huchel-Preises wurde Barbara Köhler attestiert, dass sie ein „raffiniertes Netz von Sprachbildern und Bildsprache“ erschaffe, das „ganz selbstverständlich im Alltag auch die Wucht des Politischen“ einfange.

## Zitat
„Poesie ist vielleicht das Allerfeinste im Gespinst der Künste. Nichts wird leichter überhört, nichts verweht schneller. Und doch bleibt kaum etwas so lange im Sinn wie ein gelungenes Gedicht, das Schlaglicht einer lyrischen Wahrheit.“

## Veröffentlichungen

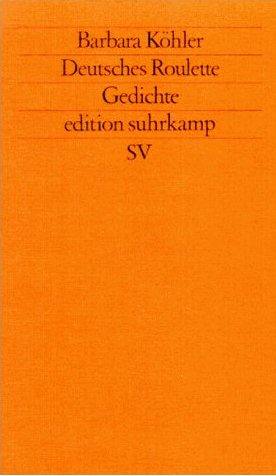
Deutsches Roulette (1991)

### Lyrik
- Deutsches Roulette. Gedichte 1984–1989. Suhrkamp, Frankfurt am Main 1991.[11]
- Blue Box. Suhrkamp, Frankfurt am Main 1995.
- In Front der See. Kurt-Tucholsky-Gedenkstätte Schloß Rheinsberg, Rheinsberg 1995.
- cor responde. pict•im, Duisburg/Berlin 1998, mit Fotos von Ueli Michel, ISBN 3-932256-01-8
- 36 Ansichten des Berges Gorwetsch. Dörlemann, Zürich 2013.[12]
- Istanbul, zusehends. Gedichte, Lichtbilder (Schriftenreihe der Kunststiftung NRW, Bd. 6). Lilienfeld Verlag, Düsseldorf 2015, ISBN 978-3-940357-48-9.
- Schriftstellen. Suhrkamp, Berlin 2024, ISBN 978-3-518-22554-7.

### Prosa
- Retrospektive. (1991)
- Wittgensteins Nichte. Vermischte Schriften, Mixed Media. Suhrkamp, Frankfurt am Main 1999.
- Mit Osmar Osten: Ungarisches Wasser. 2000.
- Rondeau Allemagne i inne wiersze. 2005.
- Niemands Frau. Gesänge zur Odyssee. Suhrkamp, Frankfurt am Main 2007.
- Duisburg für Anfänger. literurport.de 2010[13]
- Neufundland. Schriften, teils bestimmt. Edition Korrespondenzen, Wien 2012.
- 42 Ansichten zu Warten auf den Fluss, Edition Korrespondenzen, Wien 2017, ISBN 978-3-902951-28-1. (44 Neunzeiler, entstanden im Sommer 2016 in Castrop-Rauxel auf der bewohnbaren Skulptur Warten auf den Fluss [namens Emscher] der Rotterdamer Künstlergruppe Observatorium)

Literaturkritische Arbeiten:
- Ein öffentlicher Text. Debatte um Gomringer-Gedicht.[14]

### Übersetzungen
- Gertrude Stein: zeit zum essen. eine tischgesellschaft. objects, food and portraits by Gertrude Stein. (Audio-CD, 2001)
- Gertrude Stein: Tender Buttons. Zarte knöpft. Suhrkamp, Frankfurt am Main 2004.
- Samuel Beckett: Trötentöne / Mirlitonnades. Suhrkamp, Frankfurt am Main 2005.

## Auszeichnungen

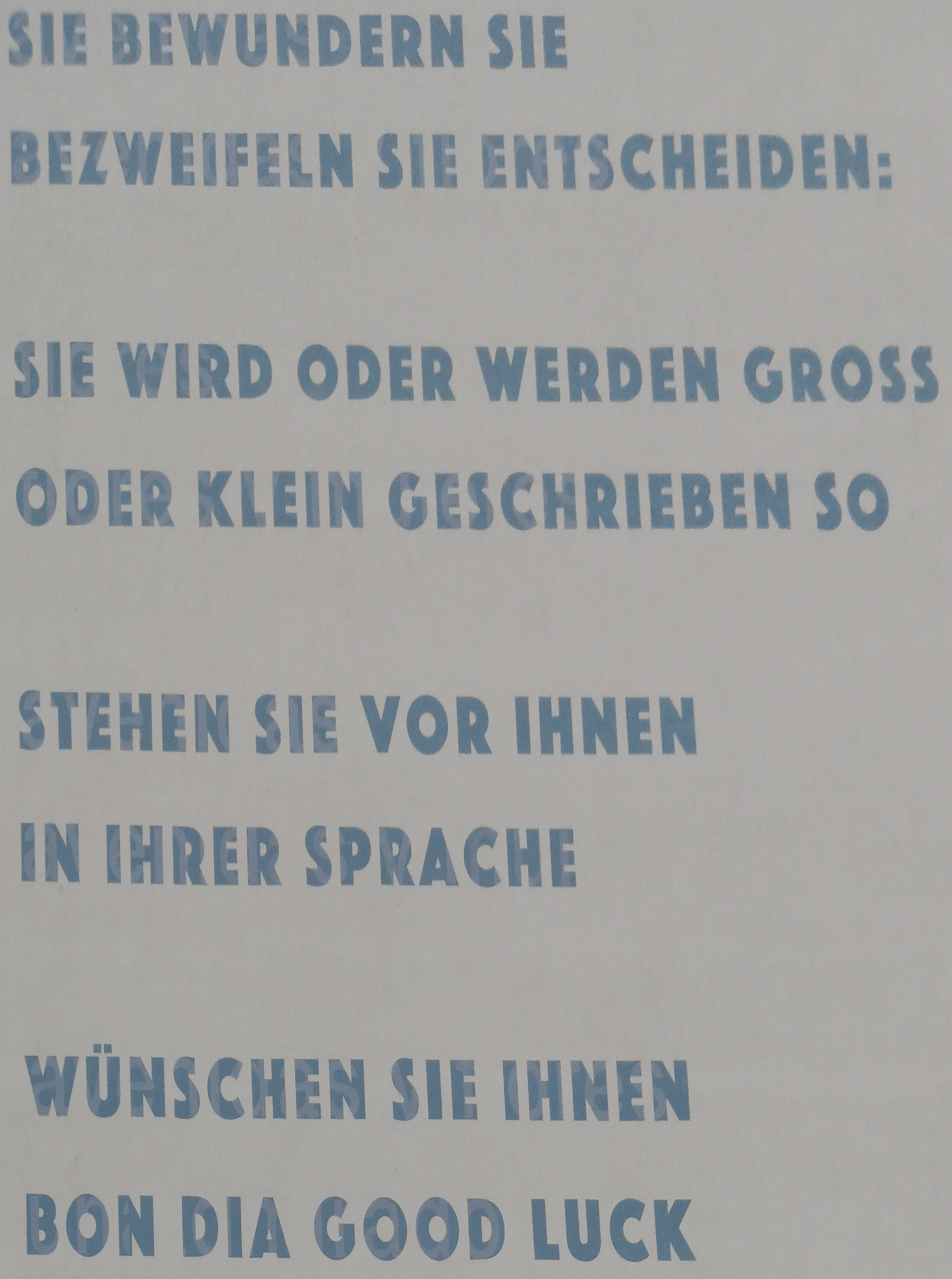
Nach der Auszeichnung 2017 wurde dieses Gedicht an der Fassade der Alice-Salomon-Hochschule angebracht

- 1990: Literaturpreis der Jürgen Ponto-Stiftung
- 1991: Förderpreis im Leonce-und-Lena-Wettbewerb des Literarischen März, Darmstadt
- 1992: Förderpreis zum Hölderlin-Preis der Stadt Bad Homburg
- 1994: Förderpreis des Else Lasker-Schüler-Lyrikpreises.
- 1995: Stadtschreiberin zu Rheinsberg
- 1996: Clemens-Brentano-Preis
- 1997: Förderpreis des Landes Nordrhein-Westfalen
- 1997: „writer in residence“ an der University of Warwick
- 1999: Literaturpreis Ruhr
- 2001: Förderpreis zum Lessing-Preis des Freistaates Sachsen
- 2003: Samuel-Bogumil-Linde-Preis
- 2006: Stipendiatin im Künstlerhaus Edenkoben
- 2007: Spycher: Literaturpreis Leuk
- 2008: Joachim-Ringelnatz-Preis
- 2009: Poesiepreis des Kulturkreises der deutschen Wirtschaft
- 2009: Erlanger Literaturpreis für Poesie als Übersetzung, mit Ulf Stolterfoht
- 2016: Peter-Huchel-Preis
- 2017: Alice Salomon Poetik Preis
- 2018: Ernst-Meister-Preis für Lyrik